# Philippe-André Grandidier

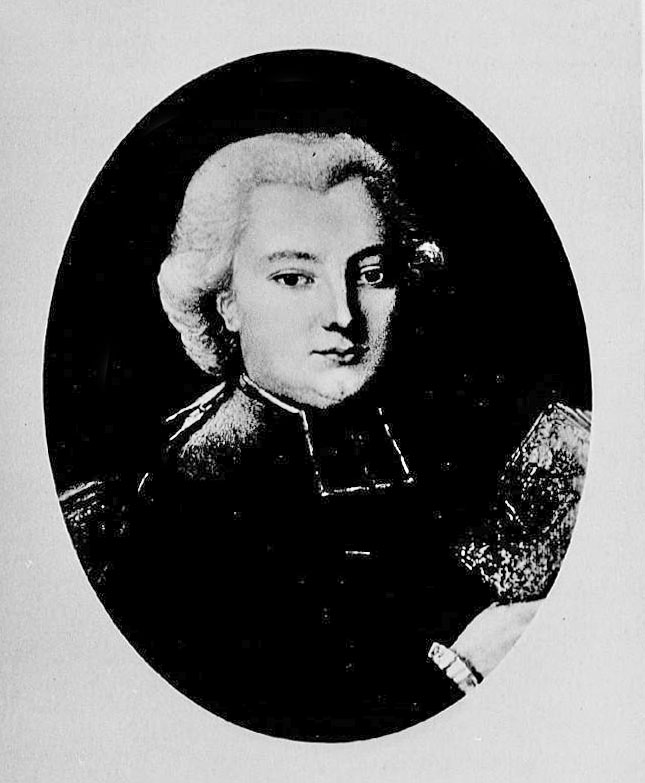
Philippe-André Grandidier

Philippe-André Grandidier (* 29. November 1752 in Straßburg; † 11. Oktober 1787 in Lützel) war ein französischer Historiker. Nach der Ansicht von Jürgen Voss gehörte er zu den bedeutendsten elsässischen Historikern des 18. Jahrhunderts.

## Leben

### Abstammung und früher Werdegang
Philippe-André Grandidier stammte aus einem wohlhabenden und angesehenen Elternhaus. Er war ein Sohn des Metzer Juristen Antoine Grandidier (1715–1780) und der Dorothée, geb. Sigel. Bereits in seiner Jugend interessierte er sich für Geschichte und verfasste, als er im zehnten Lebensjahr stand, für seinen eigenen Gebrauch einen Abriss der römischen Geschichte und ein Handbuch der Mythologie. Von 1762 bis 1768 besuchte er das Jesuitenkolleg zu Straßburg. 1768 immatrikulierte er sich an der katholischen Universität Straßburg, siedelte dann aber nach Nancy über, um dort zu studieren und geschichtliche Forschungen zu treiben. Nach Straßburg zurückgekehrt besuchte er ab November 1769 die dortige Universität und wurde im August 1770 Magister artium. Danach begann er ein Theologie-Studium, interessierte sich aber für diese Disziplin weniger als für Geschichte.
1771 trat Grandidier in das bischöfliche Seminar von Straßburg ein und studierte die Geschichte seines Bistums aus den Quellen. Er beschloss, die Ergebnisse seiner Recherchen in einem ausführlichen historischen Werk über das Bistum darzulegen. Es gelang ihm, die Unterstützung des Kardinals Louis-César-Constantin de Rohan, Fürstbischof von Straßburg, für dieses Projekt zu gewinnen. Dieser protegierte den jungen Forscher und ernannte ihn 1773 zum Sekretär und Archivar. Auf einer 1774 im Gefolge des Kardinals unternommenen Reise durch die Schweiz besuchte er dortige Bibliotheken und Archive und machte die Bekanntschaft mehrerer Schweizer Gelehrter. Im Juni 1775 wurde er zum Diakon geweiht. Stark geprägt wurde er auch durch den Weihbischof Toussaint Duvernin.

### Erste historische Werke; Konflikte mit dem Straßburger Klerus
Von seinem auf acht Bände berechneten, sehr kritischen Werk über die Geschichte des Bistums Straßburg, das den Titel Histoire de l’église et des évêques-princes de Strasbourg trägt, veröffentlichte Grandidier 1776 und 1778 die beiden ersten, bis zum Jahr 965 reichenden Bände. Diese verschafften dem Autor die Anerkennung zahlreicher europäischer Gelehrter. Ab nun führte Grandidier einen ausgedehnten Briefwechsel mit vielen bedeutenden Wissenschaftlern sowie Mitgliedern gelehrter Akademien Frankreichs, Deutschlands, Italiens und anderer europäischer Länder. Er trat mit Jacob-Nicolas Moreau in Verbindung, da er sich für die von diesem französischen Historiker in Paris angelegte, sehr umfangreiche Urkundensammlung (cabinet de chartes) interessierte. So kam er in Kontakt und Kooperation mit den Benediktinern des vom Fürstabt Martin Gerbert geleiteten Klosters St. Blasien, das sich zu einem Zentrum der Geschichtsforschung entwickelt hatte.
Nach dem Tod des Kardinals Louis-Constantin de Rohan († 11. März 1779) entzog sein Nachfolger, der durch die berüchtigte Halsbandaffäre bekannte Kardinal Louis-René-Édouard de Rohan, Grandidier jede früher für dessen Arbeiten an dem Geschichtswerk über die Straßburger Kirche geleistete Unterstützung. Die bereits ziemlich vollständig ausgearbeiteten Bände 3 und 4 dieses Werks konnten 1780 mangels Finanzierungsbereitschaft der Druckkosten nicht erscheinen. Dass Grandidier es einstellen musste, lag nicht nur an der fehlenden Unterstützung durch den neuen Fürstbischof, sondern auch an der feindseligen Haltung vieler Kleriker seiner Diözese. Er hatte diese aufgrund seiner kritischen Haltung gegen sich aufgebracht, indem er etwa die Unechtheit mehrerer alter Legenden bewiesen und verschiedene päpstliche Bullen, auf welche die Geistlichkeit der Diözese ihre Vorrechte gründete, geradezu als untergeschoben erklärt hatte. Ihn kränkten die Angriffe des Klerus, der seinem Ärger in gehässigen Flugschriften Ausdruck verlieh und besonders seine religiöse Gesinnung zu verdächtigen suchte. Selbst das Lob des Papstes Pius VI., der ihm zur Belohnung seines wissenschaftlichen Eifers das päpstliche Kreuz mit der Umschrift Virtutis, scientiae, laboris praemium überreichen ließ, vermochte ihn nicht zu beruhigen und der Kummer zog ihm eine schwere Krankheit zu, von der er sich nur langsam erholte.
Nach seiner Genesung fasste Grandidier zwar den Entschluss, sich nie mehr mit historischen Forschungen zu beschäftigen, doch gab er diesen Vorsatz aufgrund seiner großen Neigung für Geschichte bald wieder auf und verfasste folgende Werke:
- Mémoire sur l’état ancien de la ville de Strasbourg, Straßburg 1778
- Mémoire pour servir à l’histoire des poètes du XIIIe siècle, connus sous le nom de Minnesinger, 1778
- Notice sur la vie et les ouvrages d’Otfrid, poète allemand, in: Bibliothèque du Nord, 1778

### Ehrungen; letzte historische Werke; früher Tod und Nachlass
Neuen Verdruss bereiteten Grandidier seine Essais historiques et topographiques sur l’église cathédrale de Strasbourg (Straßburg 1782), in denen er als einer der Ersten die seinerzeitigen Verbindungen zwischen den Gilden der Steinmetze und den Freimaurern aufgezeigt hatte. Daraufhin wurde geargwöhnt, dass Grandidier selbst ein Freimaurer sei. Kleinliche Verfolgungen und Verleumdungen konnten ihn aber nun in seinem Streben nicht mehr hindern, da er der Unterstützung und der Achtung vieler gelehrter und unparteiischer Männer gewiss war. Auch seine Mitbürger gaben allmählich ihr Vorurteil gegen ihn auf und überdies wurde er zur Anerkennung seiner Verdienste 1779 zum Domherrn des hohen Chors am Straßburger Münster, dann zum Obervikar des Bistums Boulogne, zum apostolischen Protonotar und im Mai 1787 zum Historiographen von Frankreich für die Provinz Elsass ernannt. Viele Akademien Frankreichs und Deutschlands erkoren ihn zu ihrem Mitglied.
Der von Grandidier zu den von François Walter gestochenen Vues pittoresques d’Alsace (7 Lieferungen, Paris 1785) verfasste historische Text fand großen Anklang, wodurch er bewogen wurde, das von ihm gesammelte reiche Material zu einer Geschichte des Elsasses zu verarbeiten. Das 1785 ausgegebene Ankündigungsprospekt weckte große Erwartungen, die durch das Werk selbst gerechtfertigt wurden. Zwei Jahre später erschien der erste Band (Histoire ecclésiastique, militaire, civile et littéraire de la Province d’Alsace, Bd. 1, Straßburg 1787) im Druck. Darin wandte der Verfasser die in Frankreich vom Abbé Baudeau (1759) und in Deutschland vom Historiker Wenck (1783) entwickelte modernere Konzeption für eine Regionalgeschichte an und beschrieb daher nicht mehr ausschließlich die Geschichte der Führungsschicht, sondern stellte auch die einstigen Sitten usw. des einfachen Volks dar. In der Folge wurde aber aufgrund des plötzlichen Tods von Grandidier nur noch ein die Urkunden enthaltender Teil des zweiten Bandes gedruckt. Er hatte durch übertriebene Arbeit seine Gesundheit geschädigt und war auf einer Reise am 11. Oktober 1787 in der Abtei Lucelle einer Fieberkrankheit im 35. Lebensjahr erlegen. Der erschienene erste Band enthält die Geschichte des Elsasses unter den Kelten und Römern bis zu Chlodwig und behandelt den Stoff in bequemer und gefälliger Fassung, ohne deswegen weniger gründlich als die früheren Schriften desselben Inhalts zu sein. Grandidier konnte dabei auf dem gelehrten Werk von Johann Daniel Schöpflin aufbauen.
Seinen Eifer beim Sammeln des Materials, das Grandidier später noch zu bearbeiten beabsichtigte, beweist sein handschriftlicher Nachlass. Aus diesem wurden postum noch mehrere Monographien separat herausgegeben, so die Geschichte des Lièvre-Tals (Histoire de la Vallée de Lièvre, Sainte-Marie-aux-Mines 1810) und die Übersicht der Geschichte der Stadt Soultz (Notice historique sur l’état ancien de la ville de Soultz, département du Haut-Rhin, mise au jour par M. Méglin, Straßburg 1817).
Außer den größeren Schriften verfasste Grandidier auch viele Aufsätze für verschiedene Zeitschriften Frankreichs und Deutschlands, von denen vor allem die Notice sur Sébastien Brandt (im Journal des Savants, Dezember 1788) und Lettre sur l’origine des francs-maçons in des Marquis de Luchet Essai sur la secte des illuminés erwähnenswert sind. Auch sandte er fleißig Beiträge zur von den Benediktinern Sankt Blasiens herausgegebenen Germania Sacra und zur neuen Ausgabe des Lebens der Heiligen von Jean-François Godescard. Handschriftlich hinterließ er einen druckreifen Nekrolog der berühmten Männer und Gelehrten des Elsasses, ein Brevier zum Gebrauch der Diözese Straßburg, das Gedicht La Dohomacie sowie Mémoires sur l’origine et les progrès de la lèpre.
Die von Grandidier hinterlassenen Papiere befinden sich heute im Generallandesarchiv von Karlsruhe. Seine gesamten unveröffentlicht gebliebenen Schriften wurden in der zweiten Hälfte des 19. Jahrhunderts in zwei Folgen herausgegeben:
- Œuvres historiques inédites, hrsg. von J. Liblin, 6 Bände, Colmar, 1865–1868
- Nouvelles œuvres inédites, hrsg. von A. M. P. Ingold, 5 Bände, Colmar, 1897–1900

Ein deutscher Beurteiler von Grandidiers Leistungen sagte 1788 über ihn: „Ein frühzeitiges Genie, ganz für Geschichte geboren, mit kritischem Forschungsgeiste, mit der trefflichen Darstellungsgabe, mit Leichtigkeit und Klarheit im Vortrage ausgerüstet und mit einem seltenen Glück in Auffindung ungedruckter Urkunden begleitet, leistete er schon von seinem 19. Jahre an mehr als manche historische Graubärte“. Mehrere bedeutende alte Dokumente blieben nur aufgrund ihres Abdrucks durch Grandidier erhalten, weil die Originale später verlorengingen. An der ab Ende des 19. Jahrhunderts aufgekommenen Kritik, dass Grandidier manche von ihm veröffentlichte Urkunden gefälscht habe, ist nur soviel richtig, dass die entsprechenden Publikationen Ungenauigkeiten enthalten und nicht der modernen Kritik standhalten können.